# Octogomphus specularis
Espèce
Synonymes
- Neogomphus specularis Hagen in Selys, 1859[1]

Statut de conservation UICN

 LC  : Préoccupation mineure
Octogomphus specularis est une espèce monotypique de libellules de la famille des Gomphidae (sous-ordre des Anisoptères, ordre des Odonates).

## Répartition
Cette espèce est mentionnée au Canada (Colombie-Britannique), au Mexique (Baja California Sur), aux États-Unis (Californie, Nevada, Oregon et Washington).

## Habitat
Cette libellule se retrouve à proximité des ruisseaux boisés rocheux ou vaseux avec un courant modéré.